# باشگاه فوتبال دیوانیه
باشگاه فوتبال الدیوانیه (به عربی: نادي الديوانية) یک باشگاه فوتبال عراقی در دیوانیه می‌باشد.